# Aida (camp)
Pour les articles homonymes, voir Aïda.
Aida (en arabe : عايده), est un camp de réfugiés palestinien situé en Cisjordanie, situé à deux kilomètres au nord de Bethléem et à un kilomètre au nord de Beit Jala, d'une superficie de 6,6 hectares. En 2006 vivaient 3 260 personnes dans le village, selon le Bureau central palestinien des statistiques. On y trouve le Al Rowwad Cultural and Theatre Training Center. Le camp est adjacent à un nouvel hôtel 4 étoiles. Le pape Benoît XVI visita le camp en 2009. On y trouve des peintures de Banksy, sur la Barrière de séparation israélienne.